# Seconda Divisione 1930-1931
La Seconda Divisione 1930-1931 fu il torneo regionale superiore di quell’edizione del campionato italiano di calcio.
Concluso il percorso di riforma ideato nel 1925 avendo spacchettato su tre tornei del DDS i due della Lega Nord, la Seconda Divisione venne a trovarsi in perfetta continuità con la Terza Divisione del Progetto Pozzo e la Promozione dell’ordinamento postbellico, e quindi perse le caratteristiche interregionali degli ultimi anni. Con lo spostamento di competenza dai Direttori Inferiori ai Direttori Regionali la composizione dei gironi di Seconda Divisione subì dei notevoli stravolgimenti, anche perché come la vecchia Promozione divenne l’ultimo campionato di merito permettendo l’accesso diretto di società di nuova affiliazione. Per le regioni in cui il numero delle società di Seconda Divisione era molto limitato la F.I.G.C. stabilì degli spostamenti che adesso non riterremmo molto logici.

Al Direttorio Regionale Marchigiano fu demandata l'organizzazione di un girone unico comprendente anche le squadre dell'Umbria e dell'Abruzzo, mentre il Direttorio Regionale Laziale fu obbligato ad includere le squadre sarde e quello pugliese le lucane. In Trentino e in Calabria non c’erano squadre.
Una grande novità di questa stagione fu rappresentata dalla presenza di squadre riserve: difatti con l'eliminazione del torneo regionale loro dedicato, le società militanti in Serie A e in Serie B avevano l'obbligo di iscrivere le loro squadre riserve in Seconda Divisione, escluse però dal meccanismo di promozione (rappresentato come gli anni precedenti dalla disputa della fase finale) poiché il loro campionato di merito era la Serie A o la Serie B.
Per assegnare i titoli di "Campione Regionale", ove si disputavano più gironi, era necessaria la disputa di un girone di finale (al quale potevano partecipare anche le squadre riserve). Le finali per il titolo regionale potevano essere disputate anche dalle società impegnate alle finali per la promozione alla Prima Divisione.

## Campionati
- Seconda Divisione Liguria 1930-1931
- Seconda Divisione Piemontese 1930-1931
- Seconda Divisione Lombardia 1930-1931
- Seconda Divisione Veneto 1930-1931
- Seconda Divisione Venezia Giulia 1930-1931
- Seconda Divisione Emiliana 1930-1931
- Seconda Divisione Toscana 1930-1931

- Seconda Divisione Campania 1930-1931
- Seconda Divisione Lazio 1930-1931
- Seconda Divisione Marche 1930-1931
- Seconda Divisione Puglia 1930-1931
- Seconda Divisione Sicilia 1930-1931

## Finali del Nord
Anche queste finali organizzate dal DDS che avrebbero dovuto promuovere un club per girone furono poi invalidate offrendo l’ascesa a tutti. 

### Girone A

#### Classifica finale
|  | Pos. | Squadra        | Pt | G | V | N | P | GF | GS | DR |
|  | ---- | -------------- | -- | - | - | - | - | -- | -- | -- |
|  | 1.   | Intra          | 6  | 4 | 3 | 0 | 1 | 7  | 5  | +2 |
|  | 1.   | Galliatese     | 6  | 4 | 3 | 0 | 1 | 10 | 4  | +6 |
|  | 3.   | Richard-Ginori | 0  | 4 | 0 | 0 | 4 | 1  | 9  | -8 |

Legenda:
      Promosso in Prima Divisione 1931-1932.
 Non affiliata alla F.I.G.C. la stagione successiva.
Note:

Due punti a vittoria, uno a pareggio, zero a sconfitta.
In caso di pari punti per le squadre fuori dalla zona promozione e retrocessione era in vigore il pari merito.

### Calendario
| andata (1ª) | andata (1ª)            | 1ª giornata      | ritorno (4ª) | ritorno (4ª) |
|             |                        |                  |              |              |
| 26 apr.     | 3-1                    | Intra-Galliatese | 0-4          | 17 mag.      |
| 26 apr.     | Riposa: Richard Ginori |                  |              | 17 mag.      |

| andata (2ª) | andata (2ª)        | 2ª giornata          | ritorno (5ª) | ritorno (5ª) |
|             |                    |                      |              |              |
| 3 mag.      | 0-2                | Richard Ginori-Intra | 0-2          | 24 mag.      |
| 3 mag.      | Riposa: Galliatese |                      |              | 24 mag.      |

| andata (1ª) | andata (1ª)            | 1ª giornata      | ritorno (4ª) | ritorno (4ª) |
|             |                        |                  |              |              |
| 26 apr.     | 3-1                    | Intra-Galliatese | 0-4          | 17 mag.      |
| 26 apr.     | Riposa: Richard Ginori |                  |              | 17 mag.      |

| andata (2ª) | andata (2ª)        | 2ª giornata          | ritorno (5ª) | ritorno (5ª) |
|             |                    |                      |              |              |
| 3 mag.      | 0-2                | Richard Ginori-Intra | 0-2          | 24 mag.      |
| 3 mag.      | Riposa: Galliatese |                      |              | 24 mag.      |

| \| andata (3ª) \| andata (3ª) \| 3ª giornata \| ritorno (6ª) \| ritorno (6ª) \| \| \| \| \| \| \| \| 10 mag. \| 3-1 \| Galliatese-Richard Ginori \| 2-0 \| 31 mag. \| \| 10 mag. \| Riposa: Intra \| \| \| 31 mag. \| |               |                           |              |              |
| andata (3ª) | andata (3ª)   | 3ª giornata               | ritorno (6ª) | ritorno (6ª) |
| |               |                           |              |              |
| 10 mag. | 3-1           | Galliatese-Richard Ginori | 2-0          | 31 mag.      |
| 10 mag. | Riposa: Intra |                           |              | 31 mag.      |

| andata (3ª) | andata (3ª)   | 3ª giornata               | ritorno (6ª) | ritorno (6ª) |
|             |               |                           |              |              |
| 10 mag.     | 3-1           | Galliatese-Richard Ginori | 2-0          | 31 mag.      |
| 10 mag.     | Riposa: Intra |                           |              | 31 mag.      |

### Girone B

#### Classifica finale
|  | Pos. | Squadra     | Pt | G | V | N | P | GF | GS | DR |
|  | ---- | ----------- | -- | - | - | - | - | -- | -- | -- |
|  | 1.   | Trevigliese | 4  | 4 | 1 | 2 | 1 | 11 | 8  | +3 |
|  | 1.   | Vis Nova    | 4  | 4 | 1 | 2 | 1 | 8  | 5  | +3 |
|  | 1.   | Lonigo      | 4  | 4 | 2 | 0 | 2 | 7  | 13 | -6 |

Legenda:
      Va ai successivi spareggi in campo neutro.
Note:

Due punti a vittoria, uno a pareggio, zero a sconfitta.
In caso di pari punti per le squadre fuori dalla zona promozione e retrocessione era in vigore il pari merito.

#### Spareggi in campo neutro
|             | Risultati |             | Luogo e data              |
| ----------- | --------- | ----------- | ------------------------- |
| Trevigliese | 2 - 1     | Vis Nova    | Milano, 1º giugno 1931    |
| Lonigo      | 2 - 2     | Trevigliese | Desenzano, 14 giugno 1931 |
| Vis Nova    | 2 - 2     | Lonigo      | Brescia, 21 giugno 1931   |
|             |           |             |                           |

#### Seconda serie di spareggi
|  | Pos. | Squadra     | Pt | G | V | N | P | GF | GS | DR |
|  | ---- | ----------- | -- | - | - | - | - | -- | -- | -- |
|  | 1.   | Trevigliese | 3  | 2 | 1 | 1 | 0 | 4  | 3  | +1 |
|  | 2.   | Lonigo      | 2  | 2 | 0 | 2 | 0 | 4  | 4  | 0  |
|  | 3.   | Vis Nova    | 1  | 2 | 0 | 1 | 1 | 3  | 4  | -1 |

Legenda:
      Promosso in Prima Divisione 1931-1932.
Note:

Due punti a vittoria, uno a pareggio, zero a sconfitta.
In caso di pari punti per le squadre fuori dalla zona promozione e retrocessione era in vigore il pari merito.

#### Calendario
| andata (1ª) | andata (1ª)      | 1ª giornata        | ritorno (4ª) | ritorno (4ª) |
|             |                  |                    |              |              |
| 26 apr.     | 7-2              | Trevigliese-Lonigo | 1-3          | 17 mag.      |
| 26 apr.     | Riposa: Vis Nova |                    |              | 17 mag.      |

| andata (2ª) | andata (2ª)    | 2ª giornata          | ritorno (5ª) | ritorno (5ª) |
|             |                |                      |              |              |
| 14 mag.     | 2-2            | Vis Nova-Trevigliese | 1-1          | 24 mag.      |
| 14 mag.     | Riposa: Lonigo |                      |              | 24 mag.      |

| andata (1ª) | andata (1ª)      | 1ª giornata        | ritorno (4ª) | ritorno (4ª) |
|             |                  |                    |              |              |
| 26 apr.     | 7-2              | Trevigliese-Lonigo | 1-3          | 17 mag.      |
| 26 apr.     | Riposa: Vis Nova |                    |              | 17 mag.      |

| andata (2ª) | andata (2ª)    | 2ª giornata          | ritorno (5ª) | ritorno (5ª) |
|             |                |                      |              |              |
| 14 mag.     | 2-2            | Vis Nova-Trevigliese | 1-1          | 24 mag.      |
| 14 mag.     | Riposa: Lonigo |                      |              | 24 mag.      |

| \| andata (3ª) \| andata (3ª) \| 3ª giornata \| ritorno (6ª) \| ritorno (6ª) \| \| \| \| \| \| \| \| 10 mag. \| 1-0 \| Lonigo-Vis Nova \| 1-5 \| 31 mag. \| \| 10 mag. \| Riposa: Trevigliese \| \| \| 31 mag. \| |                     |                 |              |              |
| andata (3ª) | andata (3ª)         | 3ª giornata     | ritorno (6ª) | ritorno (6ª) |
| |                     |                 |              |              |
| 10 mag. | 1-0                 | Lonigo-Vis Nova | 1-5          | 31 mag.      |
| 10 mag. | Riposa: Trevigliese |                 |              | 31 mag.      |

| andata (3ª) | andata (3ª)         | 3ª giornata     | ritorno (6ª) | ritorno (6ª) |
|             |                     |                 |              |              |
| 10 mag.     | 1-0                 | Lonigo-Vis Nova | 1-5          | 31 mag.      |
| 10 mag.     | Riposa: Trevigliese |                 |              | 31 mag.      |

### Girone C

#### Classifica finale
|  | Pos. | Squadra       | Pt | G | V | N | P | GF | GS | DR |
|  | ---- | ------------- | -- | - | - | - | - | -- | -- | -- |
|  | 1.   | Russi         | 5  | 4 | 2 | 1 | 1 | 5  | 4  | +1 |
|  | 1.   | Mestrina      | 5  | 4 | 2 | 1 | 1 | 5  | 3  | +2 |
|  | 3.   | Sant'Agostino | 2  | 4 | 1 | 0 | 3 | 2  | 5  | -3 |

Legenda:
      Promosso in Prima Divisione 1931-1932.
Note:

Due punti a vittoria, uno a pareggio, zero a sconfitta.
In caso di pari punti per le squadre fuori dalla zona promozione e retrocessione era in vigore il pari merito.

#### Calendario
| andata (1ª) | andata (1ª)      | 1ª giornata         | ritorno (4ª) | ritorno (4ª) |
|             |                  |                     |              |              |
| 26 apr.     | 1-2              | Sant'Agostino-Russi | 0-1          | 10 mag.      |
| 26 apr.     | Riposa: Mestrina |                     |              | 10 mag.      |

| andata (2ª) | andata (2ª)           | 2ª giornata    | ritorno (5ª) | ritorno (5ª) |
|             |                       |                |              |              |
| 3 mag.      | 0-1                   | Russi-Mestrina | 2-2          | 24 mag.      |
| 3 mag.      | Riposa: Sant'Agostino |                |              | 24 mag.      |

| andata (1ª) | andata (1ª)      | 1ª giornata         | ritorno (4ª) | ritorno (4ª) |
|             |                  |                     |              |              |
| 26 apr.     | 1-2              | Sant'Agostino-Russi | 0-1          | 10 mag.      |
| 26 apr.     | Riposa: Mestrina |                     |              | 10 mag.      |

| andata (2ª) | andata (2ª)           | 2ª giornata    | ritorno (5ª) | ritorno (5ª) |
|             |                       |                |              |              |
| 3 mag.      | 0-1                   | Russi-Mestrina | 2-2          | 24 mag.      |
| 3 mag.      | Riposa: Sant'Agostino |                |              | 24 mag.      |

| \| andata (3ª) \| andata (3ª) \| 3ª giornata \| ritorno (6ª) \| ritorno (6ª) \| \| \| \| \| \| \| \| 10 mag. \| 2-0 \| Mestrina-Sant'Agostino \| 0-1 \| 31 mag. \| \| 10 mag. \| Riposa: Russi \| \| \| 31 mag. \| |               |                        |              |              |
| andata (3ª) | andata (3ª)   | 3ª giornata            | ritorno (6ª) | ritorno (6ª) |
| |               |                        |              |              |
| 10 mag. | 2-0           | Mestrina-Sant'Agostino | 0-1          | 31 mag.      |
| 10 mag. | Riposa: Russi |                        |              | 31 mag.      |

| andata (3ª) | andata (3ª)   | 3ª giornata            | ritorno (6ª) | ritorno (6ª) |
|             |               |                        |              |              |
| 10 mag.     | 2-0           | Mestrina-Sant'Agostino | 0-1          | 31 mag.      |
| 10 mag.     | Riposa: Russi |                        |              | 31 mag.      |

### Girone D

#### Classifica
|  | Pos. | Squadra       | Pt | G | V | N | P | GF | GS | DR |
|  | ---- | ------------- | -- | - | - | - | - | -- | -- | -- |
|  | 1.   | Sempre Avanti | 5  | 4 | 2 | 1 | 1 | 7  | 8  | -1 |
|  | 1.   | Montevarchi   | 5  | 4 | 2 | 1 | 1 | 9  | 7  | +2 |
|  | 3.   | Pontedecimo   | 2  | 4 | 1 | 0 | 3 | 8  | 9  | -1 |

Legenda:
      Promosso in Prima Divisione 1931-1932.
Note:

Due punti a vittoria, uno a pareggio, zero a sconfitta.
In caso di pari punti per le squadre fuori dalla zona promozione e retrocessione era in vigore il pari merito.

#### Calendario
| andata (1ª) | andata (1ª)         | 1ª giornata                      | ritorno (4ª) | ritorno (4ª) |
|             |                     |                                  |              |              |
| 26 apr.     | 3-2                 | Sempre Avanti-Aquila Montevarchi | 1-1          | 17 mag.      |
| 26 apr.     | Riposa: Pontedecimo |                                  |              | 17 mag.      |

| andata (2ª) | andata (2ª)           | 2ª giornata                    | ritorno (5ª) | ritorno (5ª) |
|             |                       |                                |              |              |
| 3 mag.      | 4-2                   | Aquila Montevarchi-Pontedecimo | 2-1          | 24 mag.      |
| 3 mag.      | Riposa: Sempre Avanti |                                |              | 24 mag.      |

| andata (1ª) | andata (1ª)         | 1ª giornata                      | ritorno (4ª) | ritorno (4ª) |
|             |                     |                                  |              |              |
| 26 apr.     | 3-2                 | Sempre Avanti-Aquila Montevarchi | 1-1          | 17 mag.      |
| 26 apr.     | Riposa: Pontedecimo |                                  |              | 17 mag.      |

| andata (2ª) | andata (2ª)           | 2ª giornata                    | ritorno (5ª) | ritorno (5ª) |
|             |                       |                                |              |              |
| 3 mag.      | 4-2                   | Aquila Montevarchi-Pontedecimo | 2-1          | 24 mag.      |
| 3 mag.      | Riposa: Sempre Avanti |                                |              | 24 mag.      |

| \| andata (3ª) \| andata (3ª) \| 3ª giornata \| ritorno (6ª) \| ritorno (6ª) \| \| \| \| \| \| \| \| 10 mag. \| 4-0 \| Pontedecimo-Sempre Avanti \| 1-3 \| 31 mag. \| \| 10 mag. \| Riposa: Aquila Montevarchi \| \| \| 31 mag. \| |                            |                           |              |              |
| andata (3ª) | andata (3ª)                | 3ª giornata               | ritorno (6ª) | ritorno (6ª) |
| |                            |                           |              |              |
| 10 mag. | 4-0                        | Pontedecimo-Sempre Avanti | 1-3          | 31 mag.      |
| 10 mag. | Riposa: Aquila Montevarchi |                           |              | 31 mag.      |

| andata (3ª) | andata (3ª)                | 3ª giornata               | ritorno (6ª) | ritorno (6ª) |
|             |                            |                           |              |              |
| 10 mag.     | 4-0                        | Pontedecimo-Sempre Avanti | 1-3          | 31 mag.      |
| 10 mag.     | Riposa: Aquila Montevarchi |                           |              | 31 mag.      |

## Finali Sud
Squadre qualificate:
- Barensis
- Emilio Bianchi
- Dop. Ferroviario
- Peloro
- Torres

Il girone finale Sud, gestito dal Fiduciario per il Sud del Direttorio Divisioni Superiori, non si disputò a causa del ritiro della Barensis: tutte le altre squadre qualificate a questa fase furono promosse in Prima Divisione 1931-1932 (anche se il Ferroviario vi rinunciò rimanendo inattivo).

### Giornali
- Il Littoriale, quotidiano sportivo consultabile presso l'Emeroteca del CONI e le Biblioteche Universitarie di Pavia, Modena e Padova più la Biblioteca Nazionale Centrale di Firenze.
- Gazzetta dello Sport, stagione 1930-1931, consultabile presso le Biblioteche:
  - Biblioteca Civica di Torino;
  - Biblioteca comunale centrale di Milano,
  - Biblioteca Nazionale Braidense di Milano,
  - Biblioteca Civica Berio di Genova,
  - Biblioteca Nazionale Centrale di Firenze,
  - Biblioteca Nazionale Centrale di Roma.

### Libri
- Luigi Saverio Bertazzoni (compilazione a cura di), Annuario Italiano del Giuoco del Calcio - volume III (1929-30 e 1930-31), Bologna, F.I.G.C., edito a Modena, Il volume è conservato presso.
  - Biblioteca Nazionale Centrale di Firenze;
  - Biblioteca Universitaria Estense di Modena.